# L'Âge du cœur
Pour plus de détails, voir Fiche technique et Distribution.
L'Âge du cœur est un court métrage français réalisé par Albert Capellani, sorti en 1906.

## Synopsis
Ce film conte les mésaventures d'un couple « mal assorti » (nous dit un intertitre) : il est vieux, elle est jeune, le premier gandin qui passe devient un amant. une bonne âme prévient le mari, qui jure de se venger... Mais il en est incapable, alors... il retourne dans sa chambre et se suicide.

## Fiche technique
- Titre : L'Âge du cœur
- Réalisation : Albert Capellani
- Scénario : André Heuzé
- Société de production : Pathé Frères
- Pays de production :  France
- Genre : Drame
- Format : noir et blanc et en muet
- Durée : 4 minutes
- Date de sortie : 1906